# Laphria carolinensis
Laphria carolinensis är en tvåvingeart som beskrevs av Ignaz Rudolph Schiner 1867. Laphria carolinensis ingår i släktet Laphria och familjen rovflugor. Inga underarter finns listade i Catalogue of Life.